# Regimento de Transmissões
O Regimento de Transmissões (RTm) é um órgão de base do Exército Português, sedeado no Porto, o qual é responsável por instalar, gerir e manter o Sistema Operacional de Comunicações, de Informação e de Segurança da Informação do Exército. Atualmente, está diretamente subordinado à Direção de Comunicações e Sistemas de Informação, em Lisboa.

## Organização
O Regimento de Transmissões inclui:
- Comando
- Estado-maior;
- Companhia de comando e serviços;
- Batalhão de Comunicações e Sistemas de Informação
- Centro de Segurança da Informação.

## História
O Regimento de Transmissões tem origem remota no Corpo Telegráfico Militar, criado em 1810, anexo ao Real Corpo de Engenheiros:
1810 - Criação do Corpo Telegráfico Militar;
1884 - Criação da Companhia de Telegrafistas;
1911 - Criação do Grupo de Companhias de Telegrafistas, agrupando as companhias de telegrafistas de praça, de campanha e sem-fios;
1913 - Criação do Batalhão de Telegrafistas de Campanha;
1925 - O Batalhão de Telegrafistas de Campanha é transformado em Batalhão de Telegrafistas
1926 - O Batalhão de Telegrafistas volta a denominar-se Batalhão de Telegrafistas de Campanha;
1927 - O Batalhão de Telegrafistas de Campanha é transformado em Regimento de Telegrafistas;
1937 - O regimento é novamente transformado em batalhão;
1959 - As transmissões deixam de ser responsabilidade da Arma de Engenharia passando a ser uma arma própria. O Batalhão de Telegrafistas passa a ter a função de escola prática da arma;
1971 - O Batalhão de Telegrafistas adopta a designação de Escola Prática de Transmissões;
1977 - A unidade de transmissões de Lisboa, adopta a designação de Regimento de Transmissões, passando a função e a designação de Escola Prática para a unidade de transmissões do Porto.